# D 260 (Türkei)
Die Straße D 260 (Devlet yolu 260) ist eine 953 km lange Straße in der Türkei, die Afyonkarahisar mit Elazig verbindet.

## Verlauf

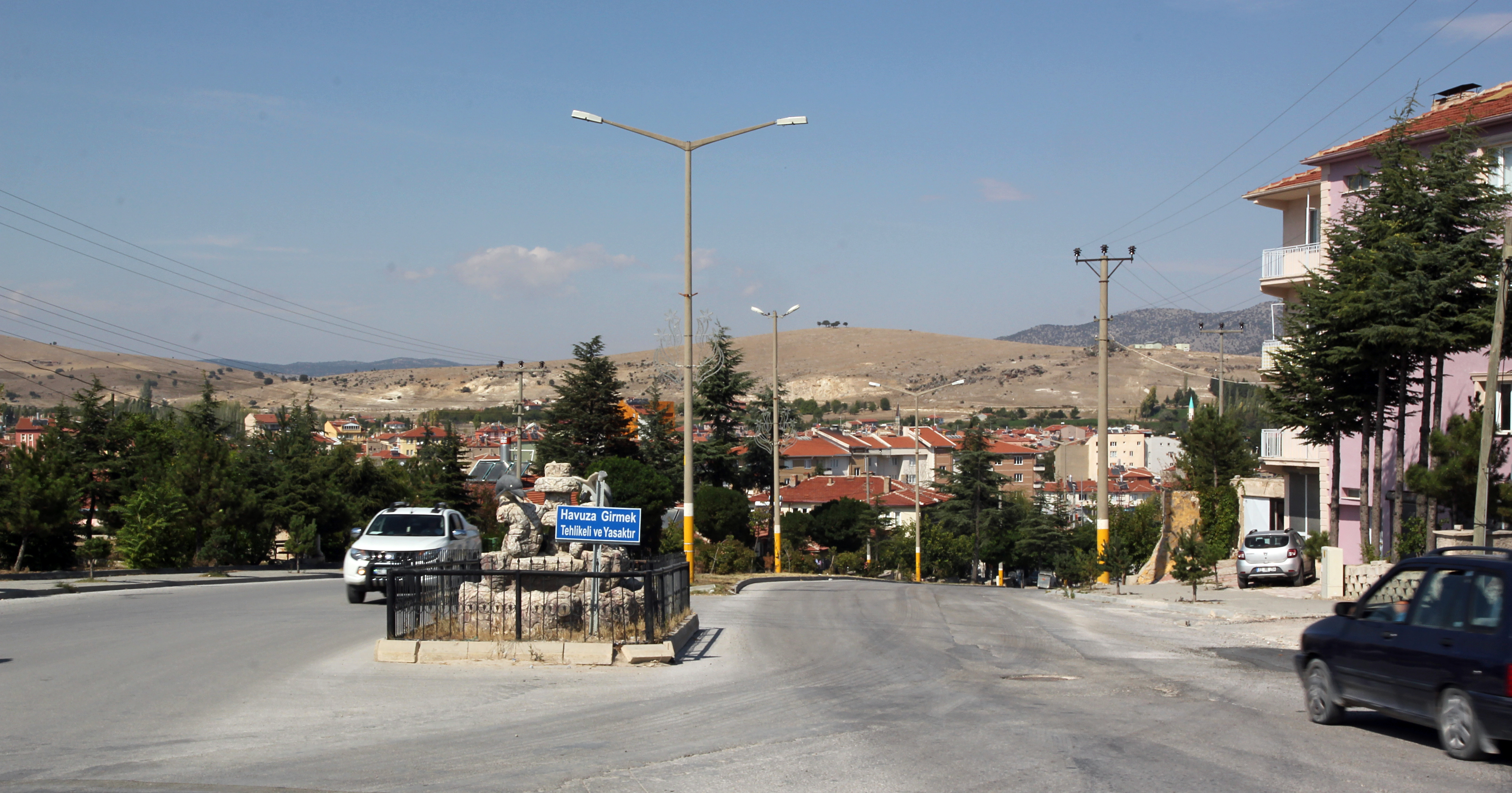
Die Straße in Bayat

Die Straße zweigt in Afyonkarahisar in nordöstlicher Richtung von der D 300 und führt, zugleich als Europastraße 96, über den Pass Köroğlubeli Geçidi (1400 m) nach Bayat und weiter an Emirdağ (Kreuzung mit der D 675) vorbei nach Sivrihisar in der Provinz Eskişehir, wo sie auf die D 200 (Europastraße 90) trifft und gemeinsam mit dieser bis Polatlı (Kreuzung mit der D 695) verläuft, nach Südosten abzweigt und nach Haymana führt. Dort biegt sie nach Nordosten ab und erreicht Gölbaşi am Autobahnring von Ankara, wo sie auf die D 750 (Europastraße 90) trifft, der sie zunächst nach Süden folgt. Sie biegt von dieser nach Osten ab und setzt sich über Balâ nach Karakeçili (Kreuzung mit der D 753) fort. Sie quert den Fluss Kızılırmak und führt nach Kaman (Kırşehir) und von dort weiter in generell südöstlicher Richtung nach Kırşehir, davon die letzten Kilometer gemeinsam mit der D 785. Von dort setzt sie sich nach Mucur und weiter nach Himmetdede (Einmündung der von Norden kommenden D 805) fort, quert nochmals den Kızılırmak und trifft vor der Stadt Kayseri auf die D 300. Die D 260 umgeht die Stadt im Norden und wendet sich dann nach Nordosten, führt über Gemerek nach Şarkışla (Einmündung der Straße 851 von Süden, die 27 km weiter östlich wieder nach Norden abzweigt). 67 km östlich von Şarkışla mündet die D 260 in die D 850 und verläuft mit dieser gemeinsam über 45 km nach Süden. Weiter führt sie über Kangal (Einmündung der D 855) und den 1950 Meter hohen Pass Karasar Geçidi nach Divriği. Hier knickt die Straße scharf nach Süden ab und führt über den Pass Karababa Geçidi (1740 m) nach Arapgir. Von dort führt die Straße über die Pässe Övledik Geçidi (1475 m) und Örtülü Geçidi (1450 m) nach Keban am Fuß des Stausees Keban Barajı und überquert den Euphrat. Sie setzt sich nach Elazığ fort und endet dort an der D 300.
Ein weiterer, 33 km langer Abschnitt der D 260 verläuft parallel zur D 100 bei Erzurum von Aziziye nach Osten.